# Peter Langston
Peter Langston né en 1946 est un développeur qui a travaillé sur plusieurs jeux gratuits distribués sous Unix dans les années 1970.
Notamment:
- en 1971, la version originale du jeu Empire, ancêtre des jeux de stratégie,
- en 1974, Wander, le précurseur des jeux d'aventure textuels[2],[3],
- en 1976, l'idée originale de l'Internet Oracle[4].

En 1982, il a été embauché par Lucasfilm pour créer LucasArts. Il mit en place les équipes chargées de la conception et de la programmation, et participa lui-même à la conception des deux premiers jeux : Ballblazer et Rescue on Fractalus!. Il créa un système de musique algorithmique permettant d'influencer la musique en fonction des actions effectuées dans le jeu.
Il est également un guitariste notable.